# Гіпотеза соматичного маркера

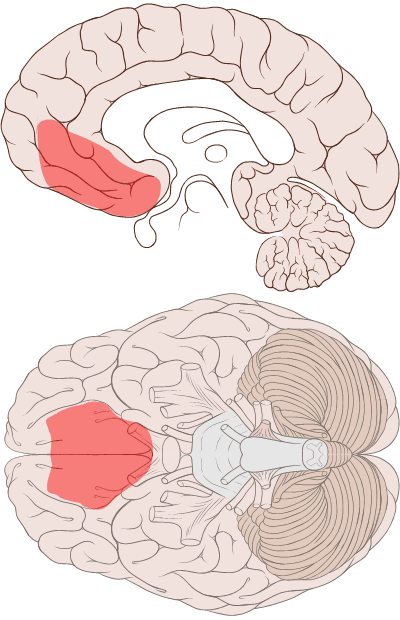
Соматичні маркери, ймовірно, зберігаються у вентромедіальній префронтальній корі (виділено).

Гіпотеза соматичних маркерів, сформульована Антоніо Дамасіо та асоційованими дослідниками, припускає, що емоційні процеси керують (або упереджено) поведінкою, зокрема ухваленням рішень.
«Соматичні маркери» — це відчуття в тілі, пов'язані з емоціями, наприклад зв'язок прискореного серцебиття з тривогою або нудоти з огидою. Відповідно до гіпотези, соматичні маркери сильно впливають на подальше ухвалення рішень. У мозку соматичні маркери, як вважають, обробляються у вентромедіальній префронтальній корі (vmPFC) і мигдалині. Гіпотезу було перевірено в експериментах із застосуванням азартної задачі Айови.

## Фон
В економічній теорії ухвалення людських рішень часто моделюється як позбавлене емоцій, що включає лише логічне міркування, засноване на розрахунках витрат і вигод. Навпаки, гіпотеза соматичних маркерів припускає, що емоції відіграють вирішальну роль у здатності приймати швидкі, раціональні рішення у складних і невизначених ситуаціях.
Пацієнти з пошкодженням лобової частки, такі як Фінеас Гейдж, надали перші докази того, що лобові частки пов'язані з ухваленням рішень. Пошкодження лобової частки, особливо vmPFC, призводить до порушення здатності організовувати та планувати поведінку та вчитися на попередніх помилках, не впливаючи на інтелект з точки зору робочої пам'яті, уваги та розуміння мови та виразу.
Пацієнти з vmPFC також мають труднощі з вираженням і переживанням відповідних емоцій. Це змусило Антоніо Дамасіо висунути гіпотезу про те, що дефіцит ухвалення рішень після пошкодження vmPFC є наслідком нездатності використовувати емоції, щоб допомогти керувати майбутньою поведінкою на основі минулого досвіду. Отже, пошкодження vmPFC змушує постраждалих покладатися на повільний і трудомісткий аналіз витрат і вигод для кожної конкретної ситуації вибору.

## Антоніо Дамасіо

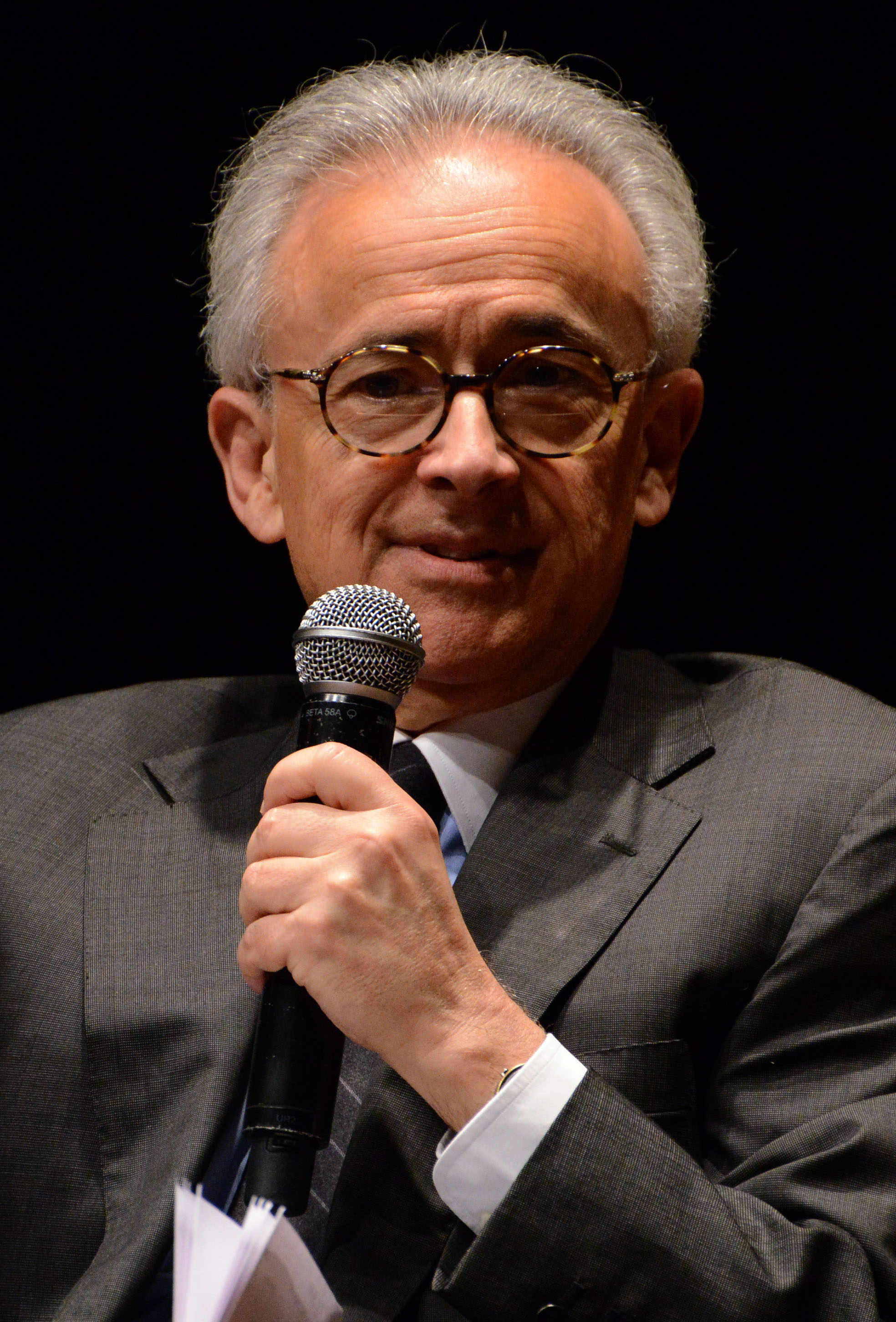
Антоніо Дамасіо

Антоніо Дамасіо (порт. António Damásio) — португальсько-американський нейробіолог. Зараз він є професором неврології, психології та філософії Девіда Дорнсайфа в Університеті Південної Каліфорнії та ад'юнкт-професором Інституту Солка. Дамасіо очолює Інститут мозку та творчості та є автором кількох книг: його остання робота Feeling and Knowing: Making Minds Conscious (2021) досліджує зв'язок між мозком, почуттями та свідомістю. Дослідження Дамасіо в галузі неврології показали, що емоції відіграють центральну роль у соціальному пізнанні та ухваленні рішень.

## Гіпотеза
Коли люди приймають рішення, вони повинні оцінити стимулюючу цінність доступних їм виборів, використовуючи когнітивні та емоційні процеси. Коли люди стикаються зі складним і суперечливим вибором, вони можуть бути не в змозі ухвалити рішення, використовуючи лише когнітивні процеси, які можуть стати перевантаженими. Таким чином, припускають, що емоції керують ухваленням рішень.
Емоції, за визначенням Дамасіо, — це зміни як у стані тіла, так і в мозку у відповідь на подразники. Фізіологічні зміни (такі як тонус м'язів, частота серцевих скорочень, ендокринна активність, поза, вираз обличчя тощо) відбуваються в тілі та передаються в мозок, де вони трансформуються в емоцію, яка повідомляє людині щось про подразник, з яким вона зіткнулася. З часом емоції та відповідні їм тілесні зміни, які називаються «соматичними маркерами», стають пов'язаними з конкретними ситуаціями та їхніми минулими результатами.
При ухваленні наступних рішень ці соматичні маркери та викликані ними емоції свідомо чи несвідомо пов'язуються з їхніми минулими результатами та впливають на ухвалення рішень на користь одних моделей поведінки замість інших. Наприклад, коли сприймається соматичний маркер, пов'язаний з позитивним результатом, людина може відчувати себе щасливою і, таким чином, мотивованою продовжувати таку поведінку. Коли сприймається соматичний маркер, пов'язаний з негативним наслідком, людина може відчувати сум, що діє як внутрішній сигнал тривоги, який попереджає людину уникати таких дій. Ці ситуаційні соматичні стани базуються на минулому досвіді та підкріплюються ним і допомагають скеровувати поведінку на користь більш вигідного вибору, а тому є адаптивними. Наприклад, зіткнення з об'єктом, який викликає страх, як-от змія, може ініціювати реакцію «бійся або тікай» і викликати страх. На другому шляху когнітивні репрезентації емоцій (уявлення неприємної ситуації «так ніби» ви перебуваєте в цій конкретній ситуації) можуть бути активовані в мозку без безпосереднього виклику сенсорного стимулу — це називається «петля тіла як ніби». Таким чином, мозок може передбачати очікувані тілесні зміни, що дозволяє людині швидше реагувати на зовнішні подразники, не чекаючи, поки подія дійсно відбудеться. Мигдалеподібне тіло та vmPFC (підрозділ орбітальної та медіальної префронтальної кори або OMPFC) є важливими компонентами цього гіпотетичного механізму, і тому пошкодження будь-якої структури порушить ухвалення рішень.

## Експериментальні докази
Прагнучи розробити простий нейропсихологічний інструмент, який би оцінив дефіцит емоційної обробки, ухвалення рішень і соціальних навичок осіб, уражених OMPFC, Бечара та його співробітники створили завдання про азартні ігри в Айові. Завдання визначає форму навчання на основі емоцій. Дослідження з використанням азартних ігор виявили недоліки в різних неврологічних (таких як ураження мигдалини та OMPFC) і психіатричних популяціях (таких як шизофренія, манія та наркомани).
Азартне завдання Айови — це комп'ютеризований тест, у якому учасникам пропонують чотири колоди карт, з яких вони неодноразово вибирають. Кожна колода містить різні суми винагород у розмірі 50 або 100 доларів США, а також випадкові втрати, які є більшими в колодах із вищими винагородами. Учасники не знають, де знаходяться штрафні картки, і їм наказано вибрати картки, які максимізують їхній виграш. Найвигіднішою стратегією виявляється вибір карт лише з колод із малими винагородами/малими штрафами, тому що хоча винагорода менша, штраф пропорційно набагато менший, ніж у колодах з високими винагородами/високими штрафами. Протягом сесії більшість здорових учасників приходять до стратегії прибуткової колоди з низьким штрафом. Однак учасники з ушкодженнями мозку не можуть визначити кращу колоду на вибір і продовжують вибирати з колод із високою нагородою/високим покаранням.
Оскільки азартне завдання штату Айова вимірює швидкість учасників у «розвитку очікуваних емоційних реакцій, щоб керувати вигідним вибором», це корисно для перевірки гіпотези соматичного маркера. Згідно з гіпотезою, соматичні маркери викликають передчуття емоційних наслідків ухваленого рішення. Отже, вважається, що люди, які добре виконують завдання, знають про штрафні картки та негативні емоції, пов'язані з витягуванням таких карт, і усвідомлюють, яка колода з меншою ймовірністю принесе штраф.
Цей експеримент був використаний для аналізу порушень у людей з пошкодженням vmPFC, який, як відомо, впливає на нейронні сигнали про можливі винагороди чи покарання. Такі люди гірше виконують завдання. Функціональна магнітно-резонансна томографія (МРТ) була використана для аналізу мозку під час азартних ігор в Айові. Ділянки мозку, які були активовані під час азартних ігор в Айові, також були гіпотетично тими, що запускалися соматичними маркерами під час ухвалення рішень.

## Еволюційне значення
Дамасіо стверджував, що здатність людей швидко й ефективно мислити абстрактно збігається як із розвитком vmPFC, так і з використанням соматичних маркерів для керування поведінкою людини під час еволюції. Пацієнти з пошкодженням vmPFC більш схильні до поведінки, яка негативно вплине на особисті стосунки у віддаленому майбутньому, але вони ніколи не беруть участі в діях, які призведуть до негайної шкоди собі або іншим. Еволюція префронтальної кори була пов'язана зі здатністю уявляти події, які можуть відбутися в майбутньому.

## Застосування до ризикованої поведінки
Гіпотезу соматичного маркера було застосовано для спроби зрозуміти ризиковану поведінку, таку як ризикована сексуальна поведінка та наркозалежність.
Згідно з гіпотезою, більш ризикована сексуальна поведінка є більш захопливою та приємною, і тому вона, швидше за все, стимулюватиме повторювані дії такої поведінки. Коли цю ідею перевірили на ВІЛ- інфікованих і залежних від психоактивних речовин, виявлено відмінності між особами, які набрали хороші результати в тесті на азартні ігри штату Айова, і тими, хто набрав погані результати. Ті, хто набрав високі результати, показали кореляцію між рівнем страждань, які вони повідомили про свій ВІЛ-статус, і їх прийняттям ризику під час сексуальної поведінки — чим більше страждання, тим більший ризик, на який приймуть ці люди. З іншого боку, ті, хто набрав низькі результати, не показали такого співвідношення. Ці результати були інтерпретовані як вказівки на те, що люди з неушкодженими здібностями приймати рішення краще здатні покладатися на минулий емоційний досвід під час зважування ризиків, ніж люди, які не мають таких здібностей, і що прийняття ризику сприяє полегшенню емоційного стресу.
Вважається, що наркомани ігнорують негативні наслідки залежності під час пошуку наркотиків. Відповідно до гіпотези соматичних маркерів, у таких осіб, які зловживають, порушується їхня здатність пригадувати та враховувати минулі неприємні події під час зважування, чи варто розглядати поведінку, пов'язану з пошуком наркотиків. Дослідники проаналізували нейроендокринні реакції залежних від речовин і здорових людей після того, як їм показали приємні чи неприємні зображення. У відповідь на неприємні образи у споживачів наркотиків спостерігалося зниження рівня кількох нейроендокринних маркерів, зокрема норадреналіну, кортизолу та адренокортикотропного гормону. Наркомани показали меншу реакцію як на приємні, так і на неприємні зображення, що свідчить про те, що вони можуть мати слабку емоційну реакцію. Дослідження нейровізуалізації з використанням фМРТ показують, що стимули, пов’язані з наркотиками, мають здатність активувати ділянки мозку, залучені до емоційної оцінки та обробки винагороди. При показі фільму про людей, які курять кокаїн, споживачі кокаїну показали більшу активацію передньої поясної кори, правої нижньої тім’яної частки та хвостатого ядра, ніж люди, які не споживали кокаїн. І навпаки, споживачі кокаїну показали меншу активність під час перегляду фільму про секс, ніж люди, які не споживали кокаїн.

## Критика
Деякі дослідники вважають, що використання соматичних маркерів (тобто аферентного зворотного зв'язку) було б дуже неефективним методом впливу на поведінку. Уявлення Дамасіо про шлях зворотного зв'язку, начебто залежний від досвіду, за допомогою якого тілесні реакції репрезентуються за допомогою соматосенсорної кори (постцентральної звивини), також пропонує неефективний метод впливу на явну поведінку. Роллс (1999) заявив: «було б дуже неефективно та шумно розміщувати в маршруті виконання периферійну реакцію, а перетворювачі намагатися виміряти цю периферійну реакцію, що само по собі є загальновідомо складною процедурою» (стор. 73). Підкріплююча асоціація, розташована в орбітофронтальній корі та мигдалеподібному тілі, де розшифровується спонукальна цінність стимулів, достатня, щоб викликати навчання на основі емоцій і впливати на поведінку через, наприклад, орбітофронтально-смугастий шлях. Цей процес може відбуватися через неявні або явні процеси.
Гіпотеза соматичних маркерів представляє модель того, як зворотній зв'язок від тіла може сприяти як вигідному, так і невигідному ухваленню рішень у ситуаціях складності та невизначеності. Значна частина допоміжних даних походить із даних, взятих із завдання про азартні ігри в Айові. Хоча азартні ігри в штаті Айова показали, що вони є екологічно обґрунтованим показником погіршення процесу ухвалення рішень, існують три припущення, які мають бути вірними.
По-перше, твердження про те, що неявне навчання оцінюється як оформлення винагороди/покарання, не узгоджується з даними, які показують точне знання можливостей завдання, і що такі механізми, як робоча пам'ять, здається, мають сильний вплив. По-друге, твердження про те, що це знання відбувається через сигнали профілактичних маркерів, не підтверджується конкуруючими поясненнями психофізіологічного профілю. Нарешті, твердження про те, що порушення пов'язане з «короткозорістю на майбутнє», підривається більш правдоподібними психологічними механізмами, що пояснюють недоліки в таких завданнях, як реверсивне навчання, схильність до ризику та дефіцит робочої пам'яті. Варіабельність показників контролю також може бути більшою, ніж вважалося раніше, що ускладнює інтерпретацію результатів.
Крім того, хоча гіпотеза соматичних маркерів точно ідентифікувала багато областей мозку, залучених до ухвалення рішень, емоцій і уявлення стану тіла, вона не змогла чітко продемонструвати, як ці процеси взаємодіють на психологічному та еволюційному рівнях. Існує багато експериментів, які можна було б провести для подальшої перевірки гіпотези про соматичний маркер. Одним із способів було б розробити варіанти завдання з азартними іграми в Айові, які б контролювали деякі методологічні проблеми та породжувані неоднозначності тлумачення. Було б гарною ідеєю включити усунення плутанини зворотного навчання, яка ускладнила б свідоме розуміння завдання. Крім того, причинно-наслідкові тести гіпотези соматичного маркера можна практикувати більш наполегливо в широкому діапазоні популяцій зі зміненим периферичним зворотним зв'язком, як у пацієнтів з лицьовим паралічем.
На завершення гіпотезу соматичного маркера необхідно перевірити в додаткових експериментах. Поки для перевірки гіпотези соматичних маркерів не буде використано більш широкий спектр емпіричних підходів, здається, що структура є просто інтригуючою ідеєю, яка потребує кращих доказів. Незважаючи на ці проблеми, гіпотеза соматичних маркерів та азартні ігри в Айові відновлюють уявлення про те, що емоції можуть бути як перевагою, так і проблемою під час процесу ухвалення рішень у людей.